# Maverick County
Maverick County je okres ve státě Texas v USA. K roku 2010 zde žilo 54 258 obyvatel. Správním městem okresu je Eagle Pass. Celková rozloha okresu činí 3 346 km². Předlohou pro název okresu byl Samuel Maverick.